# Perito minerario
Il perito minerario è una figura professionale specializzata nelle discipline tecniche e di laboratorio connesse all'industria mineraria.
Il percorso di studi, sviluppato nell'ambito dell'ordinamento scolastico italiano vigente sino alla riforma scolastica Gelmini con le successive equipollenze, si articolava in un biennio comune e un triennio di specializzazione. Il corso di studi è confluito nell'Istituto tecnico tecnologico a indirizzo Ambiente e territorio.

## Profilo professionale
Il corso di studi di Perito Industriale per l'Industria Mineraria fornisce nozioni nella meccanica, nell'elettrotecnica, nella topografia, nella chimica, nella geologia, nell'arte mineraria e nelle costruzioni relative alla specializzazione.
Il perito opera nei cantieri minerari in collaborazione con il personale dirigente e può svolgere lavori di ricerca, di prospezione geologica e geofisica, di coltivazione di miniere e cave, di preparazione meccanica dei minerali.

## Materie

### III anno
Religione o attività alternative; Lingua e lettere italiane; Storia; Complementi di lingua straniera; Matematica; Fisica applicata e laboratorio; Chimica e laboratorio; Disegno tecnico; Mineralogia, geologia e laboratorio; Meccanica e macchine; Educazione fisica. 

### IV anno
Religione o attività alternative; Lingua e lettere italiane; Storia; Matematica; Mineralogia, geologia e laboratorio; Chimica metallurgica e mineralogica e laboratorio; Elettrotecnica e laboratorio; Meccanica e macchine; Topografia disegno e laboratorio; Costruzioni e disegno; Arte mineraria e laboratorio; Esercitazioni nei reparti di lavorazione; Educazione fisica. 

### V anno
Religione o attività alternative; Lingua e lettere italiane; Storia; Mineralogia, geologia e laboratorio; Topografia disegno e laboratorio; Arte mineraria e laboratorio; Arricchimento dei minerali e laboratorio; Igiene e pronto soccorso; Legislazione mineraria; Elementi di diritto ed economia; Educazione fisica.